# Olney (Texas)
Pour les articles homonymes, voir Olney.
Olney est une ville située au nord du comté de Young, au Texas, aux États-Unis,.

## Démographie
Lors du recensement de 2020, la ville comptait une population de 3 007 habitants. 

## Économie
Le siège social du constructeur aéronautique Air Tractor est dans cette ville.

## Source de la traduction
- (en) Cet article est partiellement ou en totalité issu de l’article de Wikipédia en anglais intitulé « Olney, Texas » (voir la liste des auteurs).